# Han Fei
Han Fei (chinesisch 韓非 / 韩非, Pinyin Hán Fēi; * um 280 v. Chr. im Staat Han heute in der Region Xinzheng; † 233 v. Chr. im Staat Qin) war ein Philosoph aus dem Staat Han der chinesischen Zeit der Streitenden Reiche, der mit seinen Schriften als einer der letzten Hauptautoren der Lehre des Legalismus gilt.
In seinem Buch, nach ihm Hán Fēizǐ (韓非子 / 韩非子) oder kurz Hánzǐ (韓子 / 韩子 – „Meister Han“) benannt, werden die Grundlehren des Legalismus in 55 Abschnitten dargelegt. Han Fei soll ein Schüler des Xunzi gewesen sein. Seine Schrift soll er nach dem erfolglosen Versuch, politischer Berater zu werden, verfasst haben. Als sein Heimatstaat von den Qin angegriffen und erobert wurde, verschleppte man ihn nach Qin, wo er im Gefängnis an Gift starb. Verantwortlich gemacht wird von den chinesischen Historikern Li Si, ebenfalls Schüler von Xunzi und neben Han Fei der zweite große Begründer des Legalismus.
Neben Xunzi wurde Han Fei auch durch das Daodejing beeinflusst, das er als politischen Leitfaden auffasste, und zu dem er einen Kommentar schrieb.
Den Angelpunkt seiner Lehre bilden das Gesetz (法,  fǎ), die Methode politischen Handelns (術 / 术,  shù) und die Macht (勢 / 势,  shì). Den Kernpunkt der legalistischen Lehren bildet die Annahme, Gesetze müssten für ausnahmslos jeden gelten, es handelte sich also um die Idee einer Rechtsstaatlichkeit. Er vertrat eine negative Anthropologie, in der die Menschen als von Natur aus schlecht angesehen wurden, und befürwortete strenge staatliche Kontrolle und schwerste Strafen. Die Gesetze mussten laut ihm streng sein, und mit unfehlbarer mechanischer lückenloser Sicherheit eingreifen, wie Naturgewalten. Das politische System übernimmt das Töten der Menschen, wenn sie in die Zähne der automatisch funktionierenden Strafmaschine geraten.
Han Fei veranschaulichte seine Lehre mittels Anekdoten und kurzen Geschichten.